# Месје 91
Месје 91 (М91) је спирална галаксија у сазвежђу Береникина коса која се налази у Месјеовом каталогу објеката дубоког неба.
Деклинација објекта је + 14° 29' 47" а ректасцензија 12h 35m 26,4s. Привидна величина (магнитуда) објекта М91 износи 10,1 а фотографска магнитуда 10,9. Налази се на удаљености од 15,651 милиона парсека од Сунца. М91 је још познат и под ознакама NGC 4548, UGC 7753, MCG 3-32-75, IRAS 12328+1446, CGCG 99-96, VCC 1615, PGC 41934.